# Kathedrale von Évreux

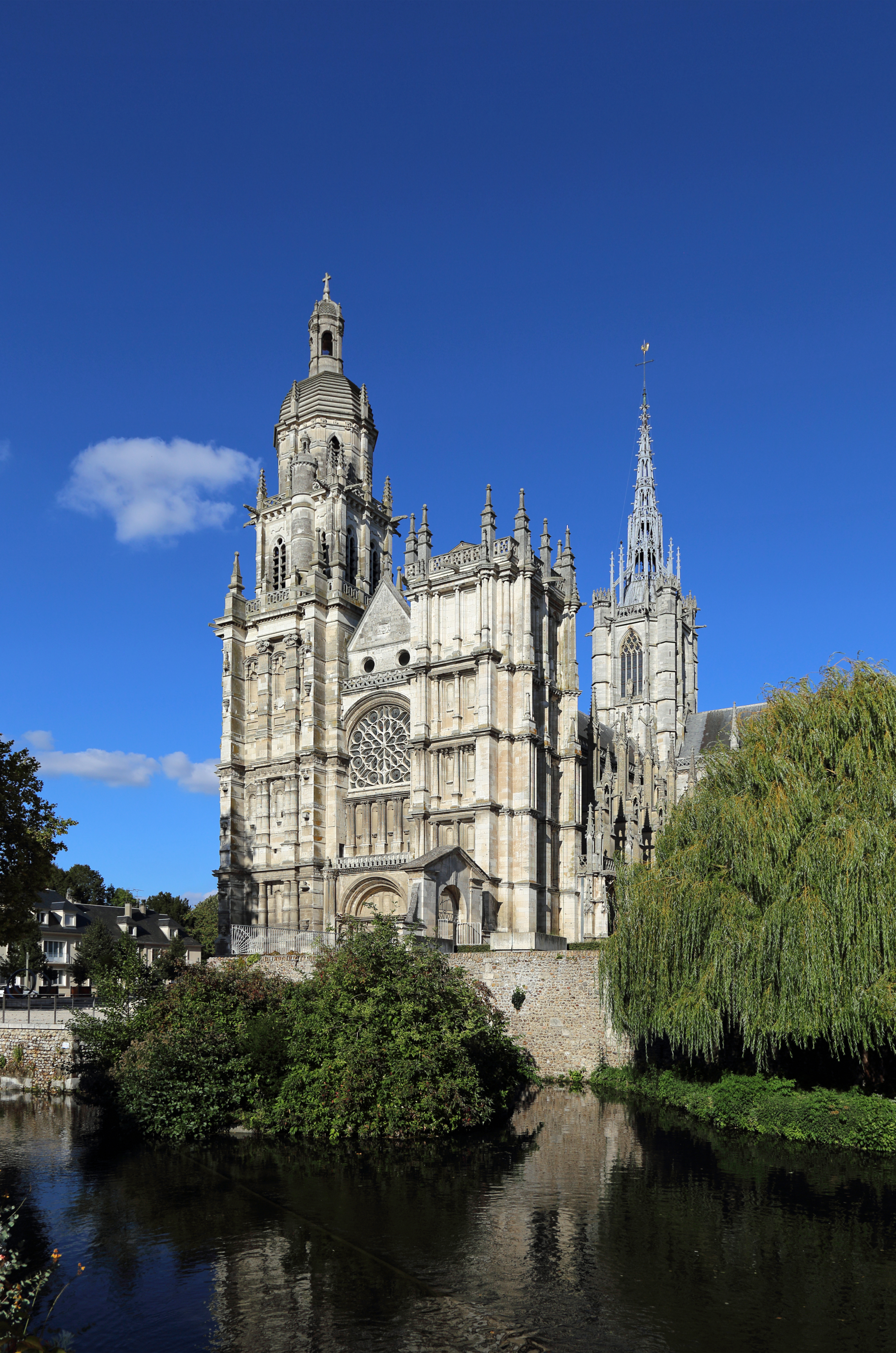
Kathedrale von Évreux am Fluss Iton

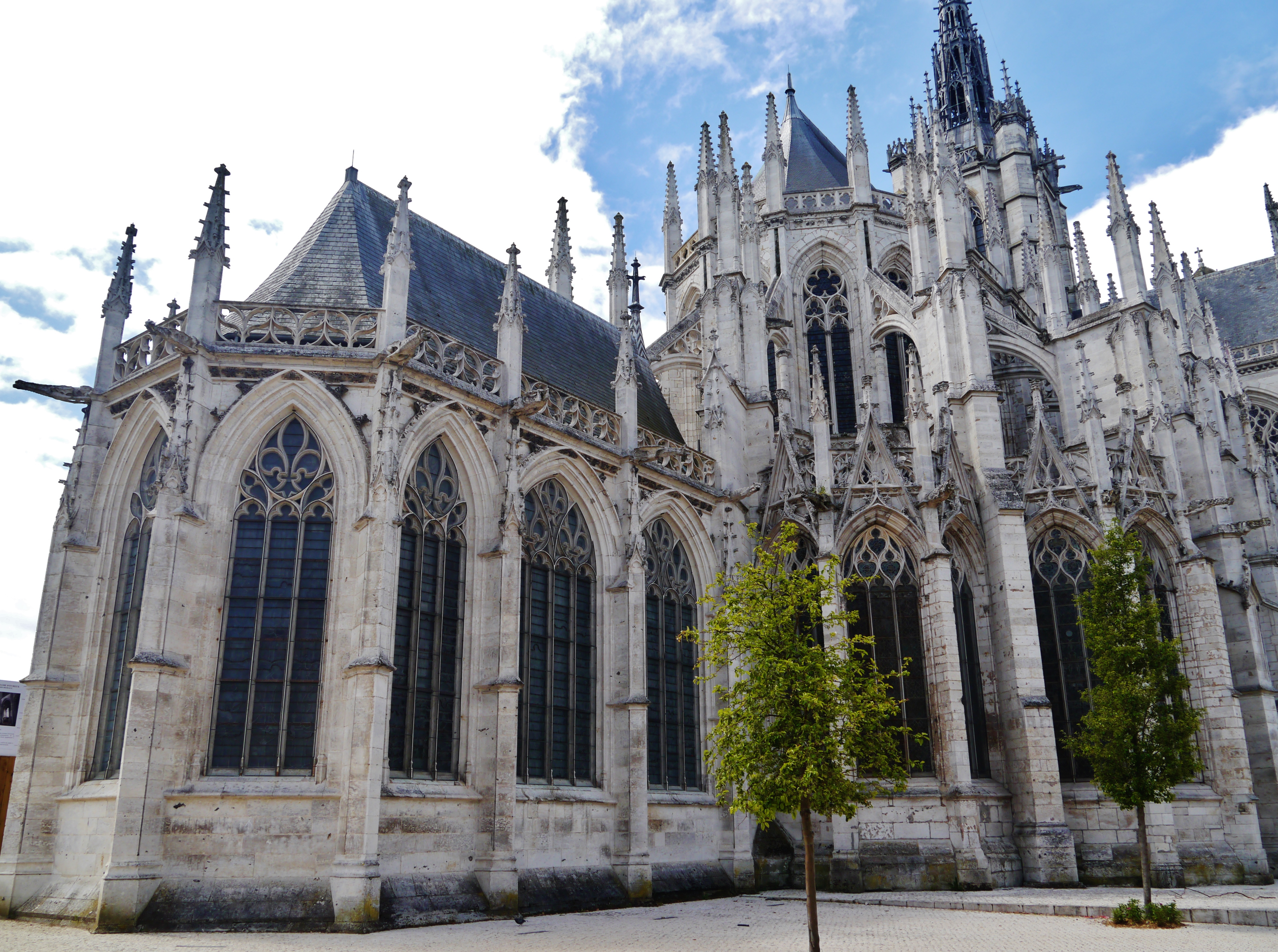
Chor der Kathedrale mit Marienkapelle

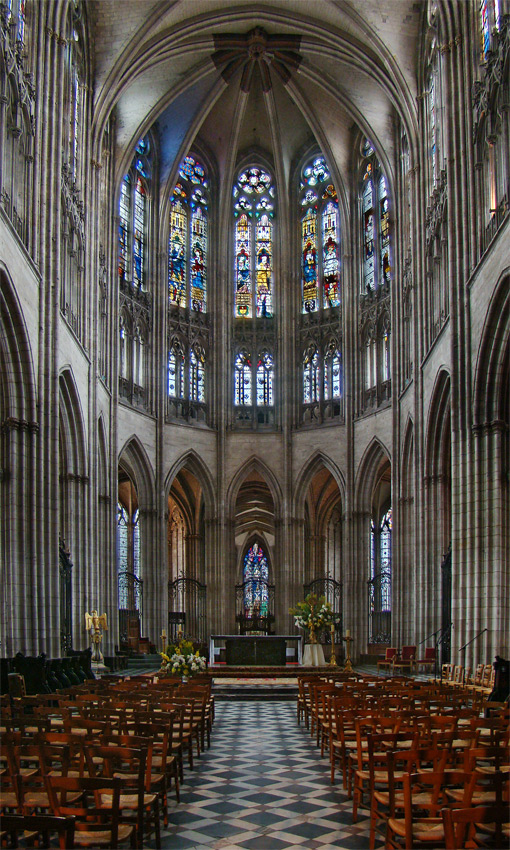
Chor der Kathedrale

Die der Gottesmutter Maria (Notre-Dame) geweihte Kathedrale von Évreux ist der Sitz des Bistums Évreux. Der Kirchenbau wurde bereits im Jahr 1862 als Monument historique anerkannt.

## Lage
Die Kathedrale liegt an einem Arm des Flüsschens Iton in der Altstadt von Évreux in einer Höhe von ca. 70 m.

## Geschichte
Das Bistum Évreux existiert möglicherweise bereits seit dem 4. Jahrhundert. Bei Grabungsarbeiten im Jahr 1857 wurde ein behauener Stein aus dem 7. Jahrhundert entdeckt. Anlässlich seiner Taufe im Jahr 911 machte der Normannenherzog Rollo den bestehenden Kathedralen und Abteien in seinem Herrschaftsgebiet Geschenke; in diesem Zusammenhang wird erstmals auch die Kathedrale von Évreux erwähnt. Um die Mitte des 11. Jahrhunderts begann Bischof Guillaume Flaitel mit einem Neubau, der jedoch bereits im Jahr 1119 abbrannte. Der anschließend errichtete Neubau wurde bei der Einnahme der Stadt durch die Truppen von Richard Löwenherz (1198) zerstört. In den Folgejahren (bis 1204) fiel die Normandie an die französische Krone. Der Neubau der Kathedrale begann im Jahr 1220; sie wurde – noch unvollendet – im Jahr 1259 geweiht. Im Verlauf des Hundertjährigen Krieges (1337–1453) geriet sie noch mindestens zweimal in Brand, sodass eine umfassende Wiederherstellung erst im Jahr 1441 in Angriff genommen werden konnte. Die Fertigstellung der West- und Nordfassade geschah erst im 16. Jahrhundert; der auf dem Nordturm ruhende achtseitige Renaissance-Pavillon mit abschließender Laterne bildete den Abschluss der Bauarbeiten.

## Architektur
Die in wesentlichen Teilen spätgotische Kathedrale besteht ganz aus Kalkstein. Im Innern des dreischiffigen Bauwerks mit Querhaus (transept) ist der Wandaufriss dreigeschossig, wobei das von verkröpften Gesimsen eingefasste Triforium im Langhaus als Laufgang ausgebildet, im – von einem Kapellenkranz umschlossenen – Chor jedoch durchlichtet ist. Die Arkaden des Langhauses zeigen noch spätromanische Rundbögen. Beachtenswert ist der im Innern oktogonale Laternenturm über der Vierung. Die Kreuzrippengewölbe sind in allen Bauteilen in etwa gleich; die Stützen sind im Chor jedoch als Bündelpfeiler ausgebildet. Hinter dem Chorhaupt befindet sich eine längsgestreckte, aber nur eingeschossige Marienkapelle.

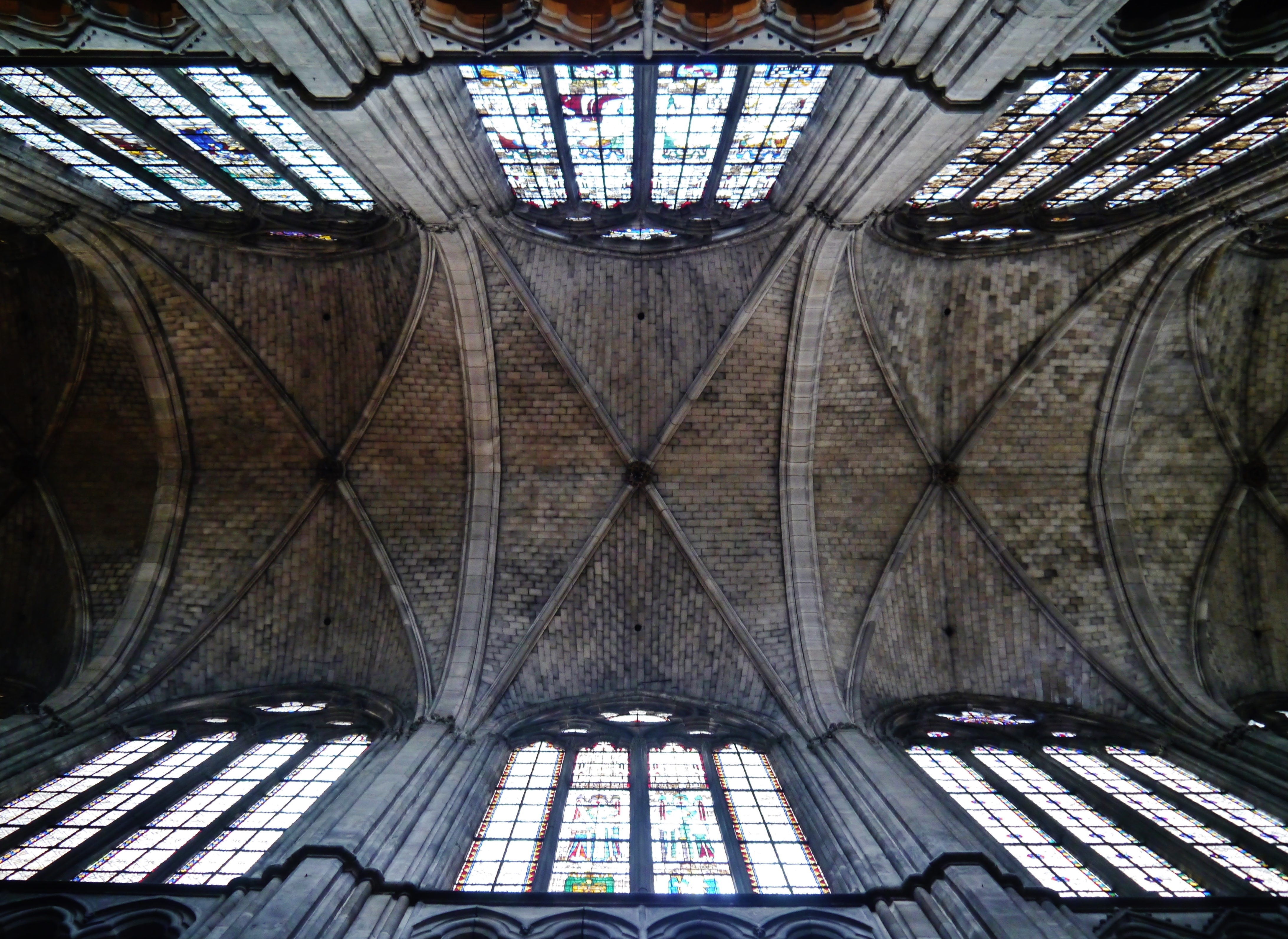
Langhausgewölbe
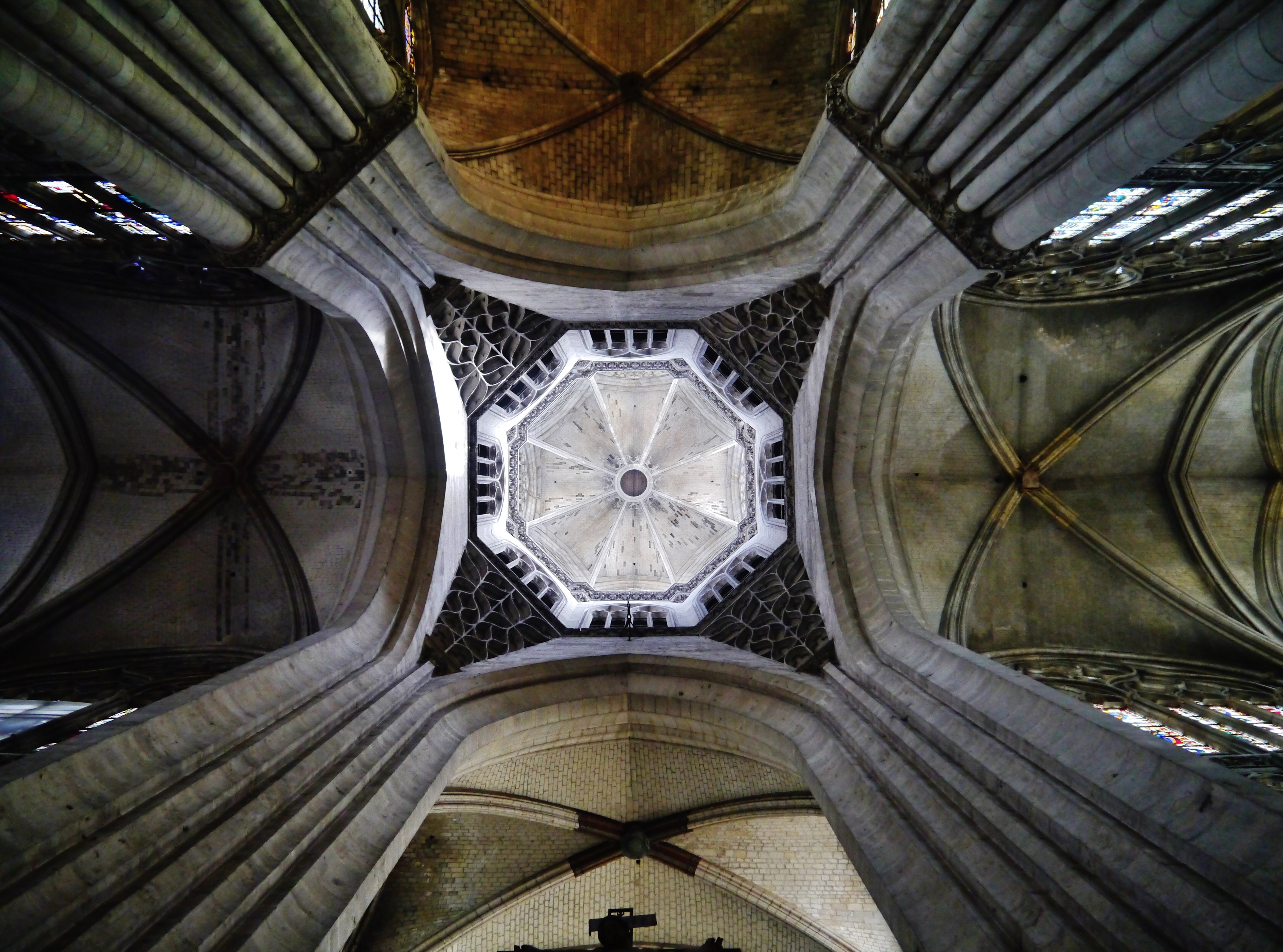
Laternenturm über der Vierung
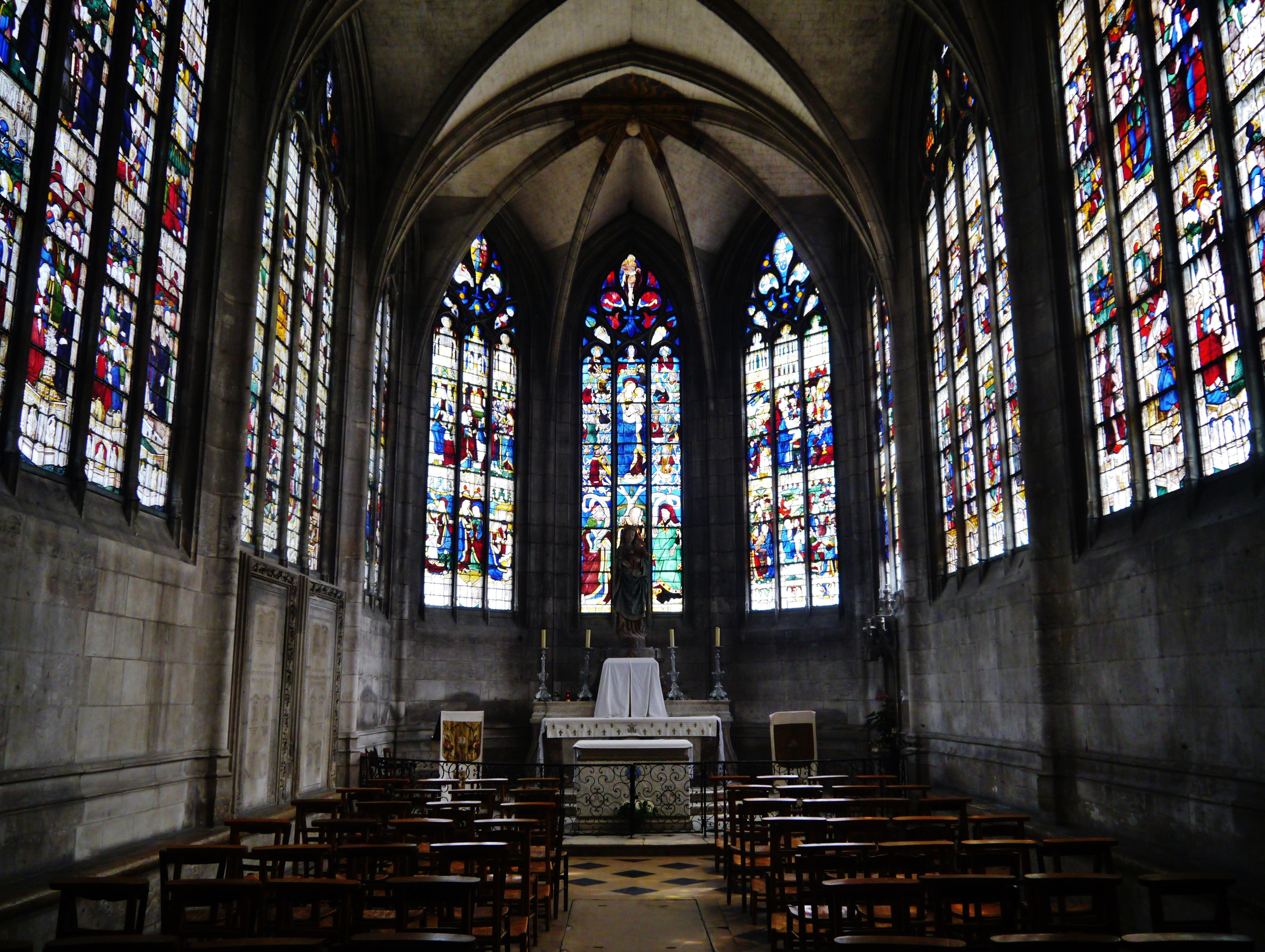
Marienkapelle
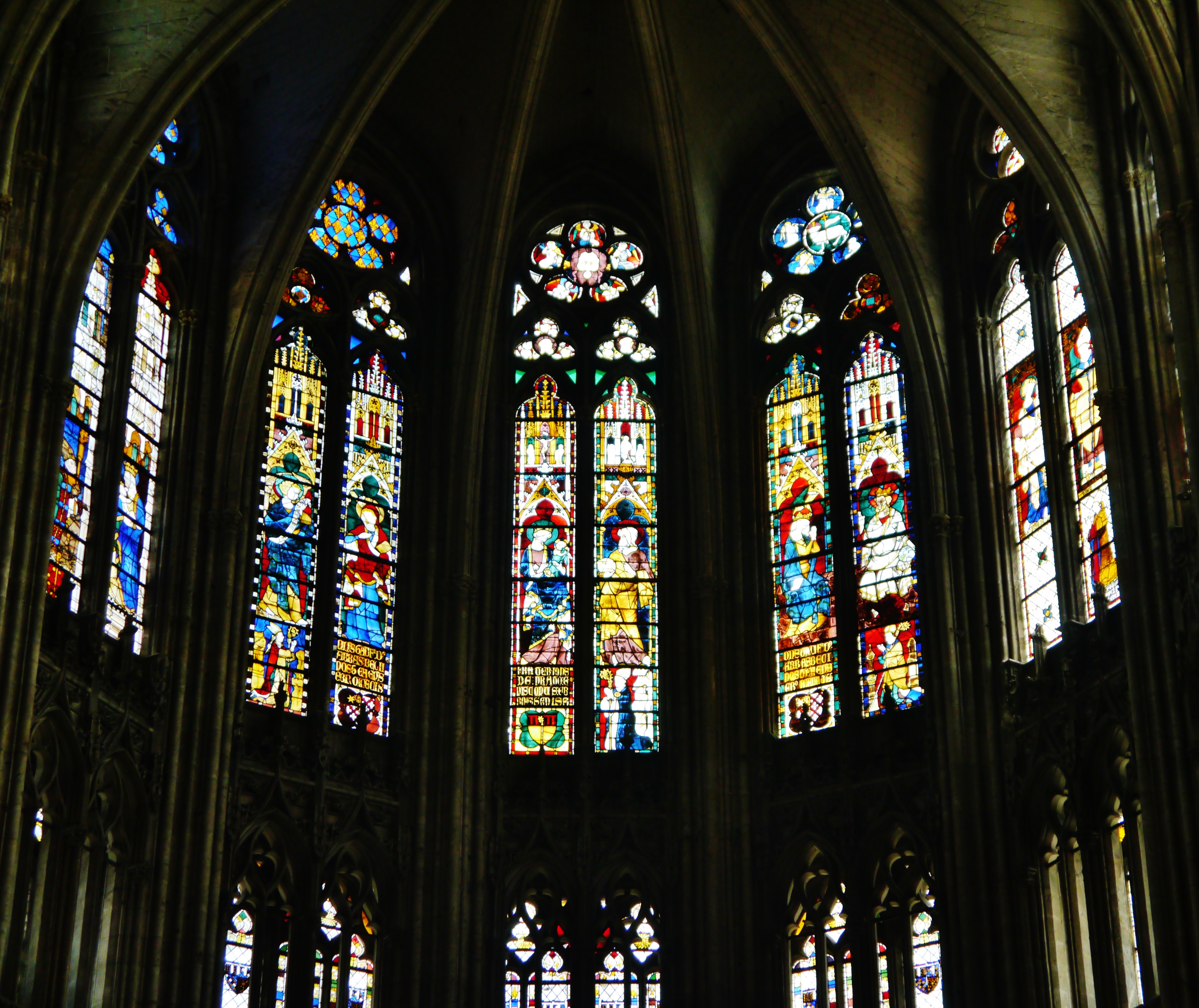
Chorfenster

## Ausstattung
Einige Bleiglasfenster (vitraux) des 14., 15. und 16. Jahrhunderts gehören wegen ihrer leuchtend gelben (jaune d’argent) Scheiben und der Feinheit ihrer Ausführung zu den schönsten in ganz Frankreich. Daneben sind das Chorgestühl (stalles) und die Kanzel (chaire) von kunsthistorischem Interesse. Eine exakte Liste der denkmalgeschützten Ausstattungsgegenstände findet sich unter Anmerkung 1.
Siehe auch: Marienfenster 1 (Évreux), Marienfenster 2 (Évreux), Marienfenster 3 (Évreux) und Wurzel-Jesse-Fenster (Évreux)

## Orgel

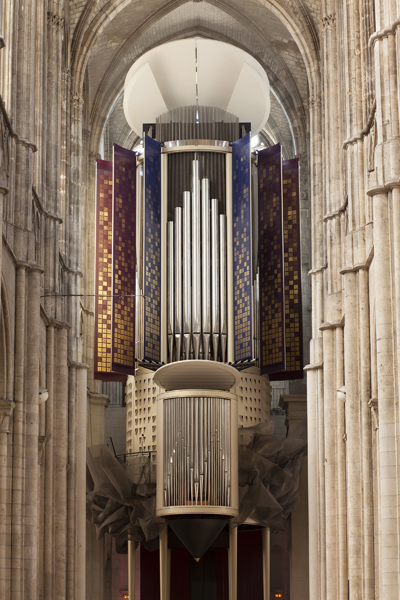
Quoirin-Orgel von 2006

Die Orgel wurde 2006 von der Orgelbauwerkstatt Pascal Quoirin gebaut.
| I Positif dorsal C–g3 |        |
| Montre                | 8′     |
| Bourdon               | 8′     |
| Prestant              | 4′     |
| Flûte                 | 4′     |
| Doublette             | 2′     |
| Nasard                | 2 ⁄3′  |
| Tierce                | 1 3⁄5′ |
| Larigot               | 1 ⁄3′  |
| Plein-Jeu VI          |        |
| Trompette             | 8′     |
| Cromorne              | 8′     |
| Tremblant             |        |

| II Grand-orgue C–g3       |        |
| Montre                    | 16′    |
| Montre                    | 08′    |
| Prestant                  | 08′    |
| Doublette                 | 02′    |
| Doublure harmonique       |        |
| Quinte                    | 02 ⁄3′ |
| Grande Fourniture III     |        |
| Fourniture V              |        |
| 1er Cymbale III           |        |
| 2ème Cymbale II           |        |
| 1ère Trompette            | 08′    |
| 2ème Trompette en chamade | 08′    |

| III Récit expressif C–g3 |         |
| Gambe                    | 08′     |
| Voix céleste             | 08′     |
| Flûte harmonique         | 08′     |
| Flûte octaviante         | 04′     |
| Prestant                 | 04′     |
| Octavin                  | 02′     |
| Nazard                   | 02 ⁄3′  |
| Tierce                   | 01 3⁄5′ |
| Fourniture III           | 08′     |
| Basson                   | 16′     |
| Trompette                | 08′     |
| Basson hautbois          | 08′     |
| Voix humaine             | 08′     |
| Clairon harmonique       | 04′     |
| Tremblant                |         |

| IV Bombarde C–g3 |         |
| Bourdon          | 16′     |
| Bourdon          | 08′     |
| Gambe            | 08′     |
| Flûte harmonique | 08′     |
| Flûte ouverte    | 08′     |
| Grosse tierce    | 03 1⁄5′ |
| Gros nazard      | 02 ⁄3′  |
| Cornet V         |         |
| Bombarde         | 16′     |
| Trompette        | 08′     |
| Clairon          | 04′     |
| Tremblant        |         |

| Pédale C–f1   |         |
| Flûte         | 16′     |
| Flûte         | 08′     |
| Prestant      | 08′     |
| Grosse quinte | 10 2⁄3′ |
| Grosse tierce | 06 2⁄5′ |
| Bombarde      | 32′     |

- Koppeln: I/P, II/P, III/P, IV/P
- Manualkoppeln: III/I, I/II, III/II, IV/II (mit Barkermaschine)

- Anmerkungen:

1. ↑  de la montre 8' (Diskant: c0-g3).
2. ↑  Akustisches Register.

## Glocken
Im Nordturm befinden sich fünf große Glocken, die 1967 von der Gießerei Cornille-Harvard gegossen wurden. In der Melodielinie erklingt ein pentatonisches Quintett (Österliches Halleluja) auf g°. 

## Kreuzgang
Auf der Südseite der Kathedrale sind noch zwei Flügel eines – ursprünglich zweigeschossigen – Kreuzgangs (cloître) mit spätgotischem Maßwerk erhalten.